# Radiola
Radiola é um género botânico pertencente à família Linaceae.
1. ↑  «Radiola — World Flora Online». www.worldfloraonline.org. Consultado em 19 de agosto de 2020